# Атлетика на Летњим олимпијским играма 2012 — 10.000 метара за мушкарце
Дисциплина трчања на 10.000 метара за мушкарце, била је, једна од 47 дисциплина атлетског програма на Летњим олимпијским играма 2012. у Лондону, Уједињено Краљевство. Такмичење је одржано 4. августа на Олимпијском стадиону.

## Земље учеснице
Учествовало је 29 такмичара, из 18 земаља.
1. Аустралија (1)
2. Брунеј (1)
3. Еквадор (1)
4. Еритреја (3)
5. Етиопија (3)
6. Италија (1)
7. Јапан (1)
8. Канада (2)
9. Кенија (3)
10. Мексико (1)
11. Руанда (1)
12. Саудијска Арабија (1)
13. Сједињене Америчке Државе (3)
14. Турска (1)
15. Уганда (2)
16. Уједињено Краљевство (2)
17. Украјина (1)
18. Шпанија (1)

## Систем такмичења
Такмичње у на 10.000 метара се састоји од само једне финалне трке,, у којој ће учествовати сви такмичари који су истрчали прописану квалификациону норму.

## Рекорди пре почетка такмичења
(7. јул 2012)
| Светски рекорд          | 26:17,53 | Кенениса Бекеле | Етиопија | Брисел, Белгија | 26. август 2005. |
| Олимпијски рекорд       | 27:01,17 | Кенениса Бекеле | Етиопија | Пекингј, Кина   | 17. август 2008. |
| Најбољи резултат сезоне | 27:01.98 | Вилсон Кипроп   | Кенија   | Јуџин, САД      | 1. јун 2012.     |

### Најбољи резултати у 2012. години
Десет најбољих атлетичара на 10.000 метара 2012. године пре такмичења на ЛОИ (2. августа 2012), ималису следећи пласман.
| 1.  | Вилсон Кипроп             | Кенија   | 27:01,98 | 1. јун  |
| 2.  | Мозес Ндијема Масаи       | Кенија   | 27:02,25 | 1. јун  |
| 3.  | Кенениса Бекеле           | Етиопија | 27:02,59 | 22. јун |
| 4.  | Тарику Бекеле             | Етиопија | 27:03,24 | 22. јун |
| 5.  | Gebregziabher Gebremariam | Етиопија | 27:03,58 | 22. јун |
| 6.  | Силеши Сихин              | Етиопија | 27:03,65 | 22. јун |
| 7.  | Мозис Ндијема Кипсиро     | Уганда   | 27:04,48 | 22. јун |
| 8.  | Бедан Кароки Мучири       | Кенија   | 27:05,50 | 1. јун  |
| 9.  | Emmanuel Kipkemei Bett    | Кенија   | 27:07,90 | 1. јун  |
| 10. | Geoffrey Kipkorir Kirui   | Кенија   | 27:08,44 | 1. јун  |

Такмичари чија су имена подебљана учествују на ЛОИ.

## Сатница
| Сатум                  | Време | Ниво   |
| ---------------------- | ----- | ------ |
| Субота, 4. август 2012 | 21:15 | Финале |

## Освајачи медаља
|                                     |                                        |                          |
| Мохамед Фара · Уједињено Краљевство | Гејлен Руп · Сједињене Америчке Државе | Тарику Бекеле · Етиопија |

## Резултати

### Финале
| Место | Атлетичар                 | Земља                     | Резултат | Белешка |
| ----- | ------------------------- | ------------------------- | -------- | ------- |
|       | Мохамед Фара              | Уједињено Краљевство      | 27:30,42 |         |
|       | Гејлен Руп                | Сједињене Америчке Државе | 27:30,90 |         |
|       | Тарику Бекеле             | Етиопија                  | 27:31,43 |         |
| 4     | Кенениса Бекеле           | Етиопија                  | 27:32,44 |         |
| 5     | Bedan Karoki Muchiri      | Кенија                    | 27:32,94 |         |
| 6     | Зерсенај Тадесе           | Еритреја                  | 27:33,51 |         |
| 7     | Теклемариам Медин         | Еритреја                  | 27:34,76 |         |
| 8     | Gebregziabher Gebremariam | Етиопија                  | 27:36,34 |         |
| 9     | Полат Кембоји Арикан      | Турска                    | 27:38,81 | ЛР      |
| 10    | Мозис Ндијема Кипсиро     | Уганда                    | 27:39,22 |         |
| 11    | Камерон Левинс            | Канада                    | 27:40,68 |         |
| 12    | Мозес Ндијема Масаи       | Кенија                    | 27:41,34 |         |
| 13    | Датан Риценхајн           | Сједињене Америчке Државе | 27:45.89 |         |
| 14    | Роберт Кајуга             | Руанда                    | 27:56,67 | ЛР      |
| 15    | Nguse Tesfaldet           | Еритреја                  | 27:56,78 |         |
| 16    | Томас Ајеко               | Уганда                    | 27:58,96 |         |
| 17    | Moukheld Al-Outaibi       | Саудијска Арабија         | 28:07,25 |         |
| 18    | Мохамед Ахмед             | Канада                    | 28:13,91 |         |
| 19    | Мет Тегенкамп             | Сједињене Америчке Државе | 28:18,26 |         |
| 20    | Бен Сент Лоренс           | Аустралија                | 28:32,67 |         |
| 21    | Дијего Естрада            | Мексико                   | 28:36,19 |         |
| 22    | Јуки Сато                 | Јапан                     | 28:44,06 |         |
| 23    | Ајад Ламдасем             | Шпанија                   | 28:49,85 |         |
| 24    | Данијеле Меучи            | Италија                   | 28:57,46 |         |
| 25    | Крис Томпсон              | Уједињено Краљевство      | 29:06,14 |         |
| 26    | Микола Лабовски           | Украјина                  | 29:32,12 |         |
| —     | Али Хасан Махбуд          | Брунеј                    | НЗ       |         |
| —     | Бајрон Пиједра            | Еквадор                   | НЗ       |         |
| —     | Вилсон Кипроп             | Кенија                    | НЗ       |         |

### Пролазна времена
| Дистанца | Атлетичар                 | Земља    | Време    |
| -------- | ------------------------- | -------- | -------- |
| 1.000 м  | Кенениса Бекеле           | Етиопија | 2:54,88  |
| 2.000 м  | Вилсон Кипроп             | Кенија   | 5:59,56  |
| 3.000 м  | Зерсенај Тадесе           | Еритреја | 8:42,45  |
| 4.000 м  | Зерсенај Тадесе           | Еритреја | 11:23,16 |
| 5.000 м  | Зерсенај Тадесе           | Еритреја | 14:05,79 |
| 6.000 м  | Зерсенај Тадесе           | Еритреја | 16:52,71 |
| 7.000 м  | Мозес Ндијема Масаи       | Кенија   | 19:32,58 |
| 8.000 м  | Мозес Ндијема Масаи       | Кенија   | 22:15,49 |
| 9.000 м  | Gebregziabher Gebremariam | Етиопија | 25:01,97 |